# Ljudmila Arlouskaja
Ljudmila Wassiljewna Arlouskaja, geb. Lyssenko, russisch Людмила Васильевна Лысенко, (* 2. November 1973 in Wyschni Wolotschok, Oblast Kalinin, Russische SFSR, Sowjetunion) ist eine ehemalige belarussische Biathletin. Zweimal startete sie bei Olympischen Spielen, fünfmal bei Biathlon-Weltmeisterschaften.

## Karriere
Ljudmila Arlouskaja begann 1992 mit dem Biathlonsport. Zu Beginn der Saison 1993/94 bestritt sie ihr erstes Rennen, ein Einzel in Bad Gastein, und gewann als 19. sofort erste Weltcuppunkte. Es blieb der einzige Punktgewinn der Saison, dennoch wurde die Belarussin für die Olympischen Spiele 1994 in Lillehammer nominiert. Im Sprint erreichte sie Platz 50. Ein Jahr darauf nahm sie in Antholz an ihren ersten Biathlon-Weltmeisterschaften teil. Bestes Resultat war Rang 28 im Einzel. Zwischen 1995 und 1998 wurde Ljudmila Arlouskaja nur sporadisch im Weltcup eingesetzt und musste 1998 sogar in den zweitklassigen Europacup absteigen. Durch gute Ergebnisse, etwa einem dritten Rang beim Sprint von Champex-Lac 1999, konnte sie schnell wieder in den Weltcup aufsteigen. Zudem gewann sie bei den Europameisterschaften desselben Jahres ihre ersten und einzigen Medaillen bei einer Meisterschaft im Winter.
Recht erfolgreich verliefen für die Belarussin die Weltmeisterschaften des Jahres 2000 im Sommerbiathlon in Chanty-Mansijsk. Nachdem sie Achte im Sprint und Sechste in der Verfolgung geworden war, gewann sie mit der Staffel den Titel. Bei den Europameisterschaften 2001 in Haute-Maurienne erreichte sie erneut ihr bestes Ergebnis, Rang fünf, mit der Staffel. Die Biathlon-Weltmeisterschaften 2001, Arlouskajas letzte WM, brachten ebenso wenig herausragende Erfolge wie die Weltmeisterschaften der Jahre zuvor. Immerhin brachte die Saison 2000/01 mit Rang elf im Einzel von Osrblie das beste Einzelergebnis ihrer Karriere. Nur mit der Staffel konnte sie noch bessere Ergebnisse erringen, darunter ein Sieg an selber Stelle ein Jahr darauf. 2002 startete die Belarussin auch zum zweiten und letzten Mal bei Olympischen Spielen. In Salt Lake City wurde Ljudmila Arlouskaja 51. im Einzel und Siebte mit der Mannschaft. Nach der Saison 2002/03 beendete sie ihre Karriere.

## Persönliches
Ljudmila Arlouskaja lebt in Minsk.

## Statistiken

### Weltcupsiege
| Nr. | Datum         | Ort     | Disziplin |
| --- | ------------- | ------- | --------- |
| 1.  | 21. Dez. 2002 | Osrblie | Staffel 1 |

### Weltcupplatzierungen
Die Tabelle zeigt alle Platzierungen (je nach Austragungsjahr einschließlich Olympische Spiele und Weltmeisterschaften).
- 1.–3. Platz: Anzahl der Podiumsplatzierungen
- Top 10: Anzahl der Platzierungen unter den ersten zehn (einschließlich Podium)
- Punkteränge: Anzahl der Platzierungen innerhalb der Punkteränge (einschließlich Podium und Top 10)
- Starts: Anzahl gelaufener Rennen in der jeweiligen Disziplin
- Staffel: inklusive Mixed- und Single-Mixed-Staffeln

| Platzierung         | Einzel | Sprint | Verfolgung | Massenstart | Staffel | Gesamt |
| ------------------- | ------ | ------ | ---------- | ----------- | ------- | ------ |
| 1. Platz            |        |        |            |             | 1       | 1      |
| 2. Platz            |        |        |            |             |         |        |
| 3. Platz            |        |        |            |             | 1       | 1      |
| Top 10              |        |        |            |             | 10      | 10     |
| Punkteränge         | 2      | 5      | 1          |             | 16      | 24     |
| Starts              | 26     | 48     | 13         |             | 18      | 105    |
| Stand: Karriereende |        |        |            |             |         |        |

### Olympische Winterspiele
Ergebnisse bei Olympischen Winterspielen:
|                                                | Einzelwettbewerbe | Einzelwettbewerbe | Einzelwettbewerbe | Einzelwettbewerbe | Staffelwettbewerbe |
| Einzel                                         | Sprint            | Verfolgung        | Massenstart       | Damenstaffel      |                    |
| ---------------------------------------------- | ----------------- | ----------------- | ----------------- | ----------------- | ------------------ |
| Olympische Winterspiele 1994 \| Lillehammer    | –                 | 50.               | –                 | –                 | –                  |
| Olympische Winterspiele 2002 \| Salt Lake City | 51.               | –                 | –                 | –                 | 7.                 |

### Biathlon-Weltmeisterschaften
1998 wurde eine reine Verfolgungsweltmeisterschaft ausgetragen. Ergebnisse bei den Weltmeisterschaften:
| Weltmeisterschaften | Weltmeisterschaften | Einzelwettbewerbe | Einzelwettbewerbe | Einzelwettbewerbe | Einzelwettbewerbe | Staffelwettbewerbe | Staffelwettbewerbe |
| Jahr                | Ort                 | Einzel            | Sprint            | Verfolgung        | Massenstart       | Damenstaffel       | Mixedstaffel       |
| ------------------- | ------------------- | ----------------- | ----------------- | ----------------- | ----------------- | ------------------ | ------------------ |
| 1995                | Antholz             | 28.               | 74.               | –                 | –                 | 11.                | –                  |
| 1996                | Ruhpolding          | –                 | 64.               | –                 | –                 | –                  | –                  |
| 1998                | Pokljuka            | –                 | –                 | 34.               | –                 | –                  | –                  |
| 2000                | Oslo/ Lahti         | 65.               | 45.               | 40.               | –                 | 11.                | –                  |
| 2001                | Pokljuka            | 57.               | 50.               | LAP               | –                 | 13.                | –                  |